# Viola Smith
Viola Smith, nascida Viola Schmitz (Mount Calvary, 29 de novembro de 1912 - Costa Mesa, 21 de outubro de 2020) foi uma baterista americana mais conhecida por seu trabalho em orquestras, bandas de swing e música popular entre os anos 1920 até 1975. Ela foi uma das primeiras bateristas profissionais. Ela tocou cinco vezes no The Ed Sullivan Show, bem como em dois filmes e no musical da Broadway Cabaret.

## Início
Schmitz nasceu em Mount Calvary, Wisconsin, em 29 de novembro de 1912. Ela cresceu com sete irmãs e dois irmãos. Todas aprenderam piano, mas apenas as meninas deveriam participar de uma orquestra "só de meninas" concebida por seu pai. Ela escolheu tocar bateria porque os outros instrumentos de que gostava já eram tocados por seus irmãos mais velhos (ela era a sexta criança).  Seus pais administravam uma sala de concertos e uma taverna na vizinha Fond du Lac.

## Carreira
Nas décadas de 1920 e 1930, Viola Smith tocou na Schmitz Sisters Family Orchestra (mais tarde, Smith Sisters Orchestra) que seu pai fundou em Wisconsin. Irene (Schmitz) Abler tocou trombone, Erma Schmitz no vibrafone, Edwina Schmitz no trompete, Viola Schmitz na bateria, Lila Schmitz no saxofone, Mildred (Schmitz) Bartash no violino baixo, Loretta (Schmitz) Loehr no piano e Sally (Schmitz) Ellenback no saxofone baixo. Elas fizeram uma turnê  por cinemas e pelo circuito de vaudeville Radio-Keith-Orpheum (RKO), enquanto algumas das irmãs ainda estavam na escola. De acordo com seu sobrinho, Dennis Bartash, tocar com suas irmãs no programa de rádio Major Bowes Amateur Hour na década de 1930 foi sua grande chance. Em 1938, Viola e Mildred fundaram as Coquettes, uma orquestra exclusivamente feminina, que existiu até 1942. Mildred Bartash tocava clarinete e saxofone. 
Smith escreveu um artigo em 1942 para a revista Down Beat intitulado "Give Girl Musicians a Break!" no qual ela argumentou que as mulheres músicas tocavam tão bem quanto os homens. Ela argumentou: "Nestes tempos de emergência nacional, muitos das estrelas instrumentistas de grandes bandas estão sendo recrutados. Em vez de substituí-los por um talento que pode ser medíocre, por que não deixar algumas das grandes mulheres musicistas do país tomarem seu lugar?''. 
Em 1942, depois que Mildred se casou, Smith mudou-se para Nova York, ganhou uma bateria feita à mão de um de seus professores, Billy Gladstone, recebeu uma bolsa de verão para Juilliard e ingressou na Orquestra Phil Spitalny 's Hour of Charm, uma bem-sucedida orquestra de garotas. Mais tarde, ela tocaria com a Orquestra Sinfônica da NBC. Seu estilo característico de 13 tambores, particularmente dois tom-toms de 16 polegadas na altura dos ombros, nunca foi copiado; no entanto, Smith notou que Louis Bellson usou 2 bumbos depois de conhecer e observar Smith com os tom-toms. Durante este tempo, Smith gravou músicas para os filmes When Johnny Comes Marching Home e Here Come the Co-Eds como membro da National Symphony Orchestra, e até mesmo tocou com Ella Fitzgerald e Chick Webb. Ela ganhou notoriedade como a "versão feminina de Gene Krupa" e a "garota baterista mais rápida". Smith se apresentou na posse do presidente Harry Truman em 1949. Ela permaneceu com a Hour of Charm Orchestra até 1954. 
Depois que a Hour of Charm acabou, Smith liderou sua própria banda, "Viola and her Seventeen Drums". De 1966 a 1970, ela tocou com a Kit Kat Band, que fazia parte da produção original da Broadway de 1960, Cabaret. Allegro Magazine volume 113 número 10, de 10 de novembro de 2013, apresentou Smith no artigo "A Century of Swing 'Never Loss Your Groove!'".

## Anos posteriores e morte
Na época do seu 107º aniversário, em novembro de 2019, foi relatado que Smith ocasionalmente ainda tocava bateria com bandas em Costa Mesa, Califórnia, como um dos músicos seniores.
Smith morreu em 21 de outubro de 2020, em sua casa em Costa Mesa, Califórnia. Ela sofria da doença de Alzheimer no período que antecedeu sua morte.

## Aparições em filmes
- When Johnny Comes Marching Home (1942)[17]
- Here Come the Co-Eds (1945)

## Aparições na televisão
- I've Got a Secret (CBS)[19]
- The Ed Sullivan Show (CBS) - cinco ocasiões[20][21]

## Musicais da Broadway
- Cabaret[19]